# اریتریتول تترا نیترات
اریتریتول تترا نیترات (به انگلیسی: Erythritol tetranitrate) یک ترکیب شیمیایی با شناسه پاب‌کم ۵۲۸۴۵۵۳ است. که جرم مولی آن 302.11 g/mol می‌باشد. 